# Sericina

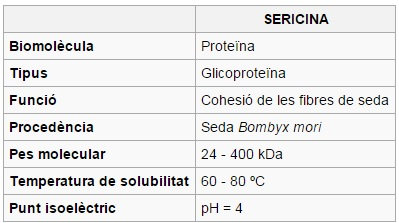
Informació general de la Sericina

La sericina és una glicoproteïna present al fil produït pel cuc de seda (fase larvària de l'insecte anomenat Bombyx mori).
El fil de seda està compost majoritàriament (més d'un 90%) per dues proteïnes, la fibroïna (un 70-80% del total) i la sericina (d'un 20 a un 30%).
El fil consta de dos filaments de fibroïna que es troben embolcallats per la sericina, que té una funció protectora sobre aquests.
Els cucs de seda utilitzen aquest filament per produir el capoll, que forma part del seu cicle biològic. Gràcies a la característica enganxosa que té la sericina, permet que aquest pugui fer un únic fil de seda que pot assolir fins a 1 km de longitud.

## Estructura
L'estructura de la sericina no està del tot clara ni confirmada, però en un estudi japonès realitzat el 2007 per Mayer, S. i Maric, M. es va suggerir la següent:

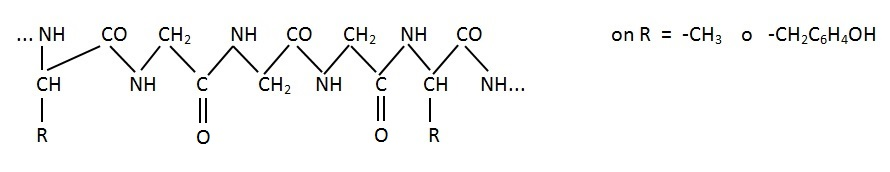
Estructura de la sericina suggerida per Mayer, S. i Maric, M.

### Composició proteica i aminoacídica
La sericina està composta per diferents tipus de polipèptids. En la seva estructura es diferencien 18 aminoàcids diferents. Els més destacats i els que més es repeteixen són, entre d'altres, la serina (Ser), l'àcid aspàrtic (Asp) i l'asparagina (Asn). Alguns d'aquests 18 aminoàcids són essencials, com ara la leucina (Leu). Els aminoàcids essencials són aquells que els humans no podem sintetitzar i que, per tant, hem d'ingerir en la nostra dieta. Aquesta proteïna constitueix el 20-30% del capoll dels cucs de seda.

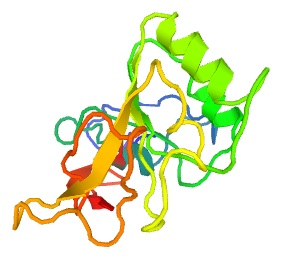
Diagrama de cintes de la Sericina

Té una naturalesa glicoproteica. Això vol dir que, a part d'aminoàcids, està composta per alguns glúcids que complementen les seves funcions. Entre aquests glúcids s'hi poden trobar grups de N-acetilgalactosamina (un monosacàrid derivat de la galactosa) i residus de manosa (un monosacàrid de les plantes) entre d'altres.

### Estructura secundària i terciària
Quant a la seva estructura secundària, la sericina es troba parcialment desplegada. Una gran part d'aquesta proteïna és molt estable, gràcies a l'existència de làmines β, formades a partir de ponts d'hidrogen entre aminoàcids polars. El 35% de la seva estructura són làmines β. Pel que resta, un 63% de l'estructura són espirals a l'atzar. Un percentatge menor de la seva estructura és d'hèlix α. Les temperatures d'entre 50 °C i 60 °C afavoreixen la creació de làmines β.

## Propietats
La sericina és una proteïna d'un pes molecular que oscil·la entre els 24 i els 400 kDa i que, gràcies als grups hidroxil que la componen, és molt hidròfila.
La seva solubilitat és una de les característiques que permet classificar-la, ja que depenent del tipus que sigui serà soluble a partir dels 60 °C o a partir dels 80 °C. Tot i així, la sericina és una proteïna molt poc soluble a baixes temperatures i molt soluble a altes. Aquesta variació de solubilitat en funció de la temperatura es deu al fet que les altes temperatures són capaces de degradar les làmines β de la proteïna, augmentant així la seva solubilitat.
La seva cadena polar amb grups hidroxils, carboxils i amino, li confereixen gran capacitat de reticulació, copolimerització i combinació amb altres polímers per formar materials biodegradables, fet que li dona un gran interès en diferents sectors industrials.
Un dels trets que la fan característica i útil en molts processos és la seva textura gelatinosa i enganxifosa deguda a l'estructura random coil i la β-laminar. La primera és soluble en aigua calenta, i, a mesura que la temperatura baixa, aquesta passa a la β-laminar que resulta en gel. Aquest canvi d'estructura es dona a temperatures d'entre 50 i 60 °C.
Cal destacar també l'acidesa d'aquesta proteïna, que té el punt isoelèctric a un pH igual a 4.0, aproximadament, ja que té més residus aminoacídics àcids que bàsics.

## Classificació
La sericina es pot classificar en funció de la seva solubilitat, com ja hem dit abans, i de la posició que ocupa a l'hora de formar les fibres de seda:
- Sericina A: és soluble en aigua a temperatures properes als 60 °C i correspon a la capa més externa de les fibres de seda. Està formada per filaments direccionals.
- Sericina B: és la capa intermèdia de les fibres de seda i també és soluble a temperatures properes als 60 °C. En canvi, està formada per filaments creuats.
- Sericina C: es troba a la capa interna de les fibres de seda i és la que està en contacte amb la fibroïna. Aquesta requereix temperatures majors als 83 °C per tal de solubilitzar-se i està composta per filaments longitudinals.

## Genètica

### Estructura genètica
La sericina, proteïna original del Bombyx mori, se sintetitza únicament a la glàndula mitjana d'aquest insecte; això se sap a causa de la peculiar estructura genètica de la proteïna. Un estudi de l'Institut Nacional de Biologia Bàsica d'Okazaki, al Japó, va trobar la molècula de RNAm corresponent a la codificació de la sericina, així com la corresponent a la codificació de la fibroïna, en aquesta glàndula concreta. La fibroïna va ser la primera proteïna reconeguda en la seda, així que l'estructura de la sericina s'ha descobert per contraposició, comparant els segments més característics d'ambdues biomolècules per desenvolupar-les en comparació.
La molècula de la sericina se sintetitza a partir d'una seqüència concreta de DNA, i aquesta és la que fa que presenti les seves característiques concretes. Hi ha molts fragments de la seqüència que es troben repetits, essent segments regulars que provoquen una difracció de raigs X regular i repetitiva.
D'aquesta manera, per contraposició amb la fibroïna, es va aconseguir extreure una seqüenciació de bases nitrogenades pertanyents als nucleòtids que posteriorment permeten la síntesi de sericina. Les homologies amb la fibroïna són sobretot significatives a l'extrem 5’, i per això és la zona que millor es coneix:
GCTTGATCAAACTTCGTTTTCGTATAAAACGCGTTGGCCCAACCACTTTGGCATAGTCTTGTATACATTGTTTCGTTTGTTGAACAAAAACAATAACTTGTATACATT
GTTTGCACAAATGTTTGAAGCCCATGAATAAATTAGAAATCAATTAATTAATAACATAAATTTGTTGAACAAAAACAATAACTTGTATACAATTGTTTGC

### Seqüència aminoacídica
Un cop traduïda i transcrita aquesta seqüència de nucleòtids que conformen l'ADN original de la que serà la proteïna, se sintetitza la cadena polipeptídica amb la composició en aminoàcids següent:
| Aminoàcids       | Freqüència | Composició (%) |
| ---------------- | ---------- | -------------- |
| Serina (Ser)     | 93         | 40.8           |
| Glicina (Gly)    | 33         | 14.5           |
| Asparagina (Asn) | 24         | 10.5           |
| Aspartat (Asp)   | 15         | 6.6            |
| Treonina (Thr)   | 24         | 10.5           |
| Arginina (Arg)   | 11         | 4.8            |
| Alanina (Ala)    | 4          | 1.8            |
| Tirosina (Tyr)   | 10         | 4.4            |
| Glutamat (Glu)   | 2          | 0.9            |
| Valina (Val)     | 9          | 3.9            |
| Lisina (Lys)     | 1          | 0.4            |
| Histidina (His)  | 2          | 0.9            |
| Total            | 228        | 100.0          |

La serina, essent l'aminoàcid més comú en la proteïna, és qui li dona el nom. A més, és un aminoàcid polar que per les seves propietats, pot ser O-glicosilat. Això permet que la sericina pugui considerar-se una glicoproteïna. A més, les propietats d'aquest aminoàcids són les més característiques de la proteïna a causa de la polaritat, i allò que permet la majoria de les seves aplicacions i li dona la textura enganxosa.
La secció més destacada de la seqüència aminoacídica, molt rica en serina, és la següent:
Ser-Ser-Thr-Gly-Ser-Ser-Ser-Asn-Thr-Asp-Ser-Asn-Ser-Asn-Ser-Ala-Gly-Ser-Ser-Thr-Ser-Gly-Gly-Ser-Ser-Thr-Tyr-Gly-Tyr-Ser-Ser-Asn-Ser-Arg-Asp-Gly-Ser-Val-Ser-Ser-Thr-Gly-Ser-Ser-Ser-Asn-Thr-Asp-Ser-Asn-Ser-Asn-Ser-Ala-Gly-Ser-Ser-Thr-Ser-Gly-Gly-Ser-Ser-Thr-Tyr-Gly-Tyr-Ser-Ser-Asn-Ser-Arg-Asp-Gly-Ser-Val
S'ha aconseguit cristal·litzar l'estructura de la proteïna en tres de les seves isoformes, la primera i principal de les quals (isoforma 1) té la seqüència d'aminoàcids següent:
```
10 20 30 40 50 

MRFVLCCTLI ALAALSVKAF GHHPGNRDTV EVKNRKYNAA SSESSYLNKD 

60 70 80 90 100

NDSISAGAHR AKSVEQSQDK SKYTSGPEGV SYSGRSQNYK DSKQAYADYH 

110 120 130 140 150

SDPNGGSASA GQSRDSSLRE RNVHYVSDGE AVAASSDARD ENRSAQQNAQ 

160 170 180 190 200

ANWNADGSYG VSADRSGSAS SRRRQANYYS DKDITAASKD DSRADSSRRS 

210 220 230 240 250

NAYYNRDSDG SESAGLSDRS ASSSKNDNVF VYRTKDSIGG QAKSSRSSHS 

260 270 280 290 300

QESDAYYNSS PDGSYNAGTR DSSISNKKKA SSTIYADKDQ IRAANDRSSS 

310 320 330 340 350

KQLKQSSAQI SSGPEGTSVS SKDRQYSNDK RSKSDAYVGR DGTVAYSNKD 

360 370 380 390 400

SEKTSRQSNT NYADQNSVRS DSAASDQTSK SYDRGYSDKN IVAHSSGSRG 

410 420 430 440 450

SQNQKSSSYR ADKDGFSSST NTEKSKFSSS NSVVETSDGA SASRESSAED 

460 470 480 490 500

TKSSNSNVQS DEKSASQSSS SRSSQESASY SSSSSSSTLS EDSSEVDIDL 

510 520 530 540 550

GNLGWWWNSD NKVQRAAGGA TKSGASSSTQ ATTVSGADDS ADSYTWWWNP 

560 570 580 590 600

RRSSSSSSSA SSSSSGSNVG GSSQSSGSST SGSNARGHLG TVSSTGSTSN 

610 620 630 640 650

TDSSSKSAGS RTSGGSSTYG YSSSHRGGSV SSTGSSSNTD SSTKNAGSST 

660 670 680 690 700

SGGSSTYGYS SSHRGGSVSS TGSSSNTDSS TKSAGSSTSG GSSTYGYSSR 

710 720 730 740 750

HRGGRVSSTG SSSTTDASSN SVGSSTSGGS STYGYSSNSR DGSVSSTGSS 

760 770 780 790 800

SNTDSNSNSA GSSTSGGSST YGYSSNSRDG SVSSTGSSSN TDSNSNSAGS 

810 820 830 840 850

STSGGSSTYG YSSNSRDGSV SSTGSSSNTD ASTDLTGSST SGGSSTYGYS 

860 870 880 890 900

SDSRDGSVSS TGSSSNTDAS TDLAGSSTSG GSSTYGYSSD CGDGSVSSTG 

910 920 930 940 950

SSSNTDASTD LAGSSTSGGS STYGYSSDSR DGSVSSTGSS SNTDASTDLA 

960 970 980 990 1000

GSSTSGGSST YGYSSNSRDG SVSSTGSSSN TDASTDLTGS STSGGSSTYG 

1010 1020 1030 1040 1050

YSSSNRDGSV LATGSSSNTD ASTTEESTTS AGSSTEGYSS SSHDGSVTST 

1060 1070 1080 1090 1100

DGSSTSGGAS SSSASTAKSD AASSEDGFWW WNRRKSGSGH KSATVQSSTT 

1110 1120 1130 1140 1150

DKTSTDSASS TDSTSSTSGA STTTSGSSST SGGSSTSDAS STSSSVSRSH 

1160 1170 1180 

HSGVNRLLHK PGQGKICLCF ENIFDIPYHL RKNIGV
[
9
]
```

## Aplicacions

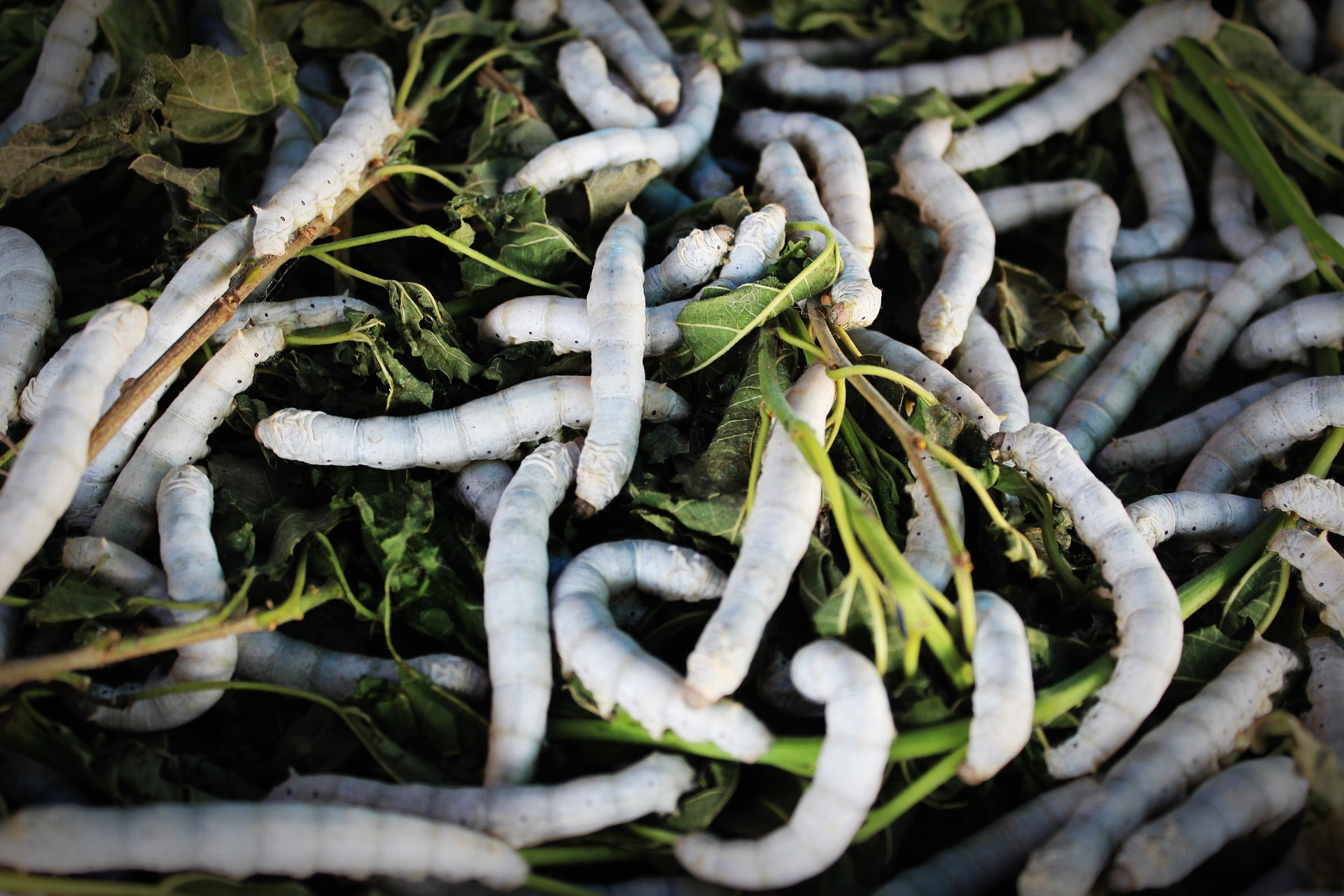
Cuc de seda

La sericina té tres grans àrees d'aplicació. Aquestes són l'àrea biomèdica (principalment com a anticoagulant, en sistemes d'alliberació de drogues, i també en enginyeria de teixits); l'àrea de cosmètics (com a humectant de la pell, ungles i cabells); i l'àrea de l'alimentació (degut a la seva característica orgànica podria usar-se com a element embolcallador d'aliments, donant-li així un ús com a conservant; entre altres).

### Potencial antiinflamatori de la sericina
S'ha trobat que la sericina present al fil de seda suprimeix la producció de citosines (proteïnes senyalitzadores pro inflamatòries). A l'estudi en viu es van utilitzar exemplars de rata amb edemes induïts amb carragenina i canvis a la histologia dels teixits per tal d'investigar els efectes antiinflamatoris de la sericina.
L'estudi també va analitzar els efectes que podria tenir la sericina a l'expressió del gens COX-2 (un enzim responsable a la inflamació i el dolor) i iNOS (un membre de la família d'enzims sintetases de l'òxid nítric, on la seva funció és d'immuno defensa contra els patògens).
Els resultats van indicar que es va reduir la inflamació a la rata amb la sericina si ho comparàvem amb el contro negatiu (compost per aigua i cetona). També van mostrar que l'expressió dels gens COX-2 i iNOS van ser regulats (a la baixa) a les mostres que es van tractar amb la sericina, de manera dependent a la dosi aplicada.
Aquestes dades indiquen que les propietats antiinflamatòries de la sericina podrien donar-se gràcies (parcialment) a la funció supressora que té sobre l'enzim COX-2 i sobre l'òxid nítric.

### Inhibidor de la formació de cèl·lules tumorals en el càncer de còlon
S'ha demostrat que el consum de sericina disminueix el desenvolupament i la progressió de cèl·lules canceroses en el càncer de còlon, un dels càncers més comuns arreu del món. El desenvolupament d'aquest tipus de càncer està estretament relacionat amb el tipus de dieta.
A un estudi realitzat s'intenta demostrar el caràcter quimiopreventiu de la sericina en el desenvolupament de càncer. Es van utilitzar rates amb gens tumorals, a les quals se'ls subministrava o no sericina en la seva dieta. Es va comparar una dieta basada en caseïna amb una dieta que contenia sericina.
Els resultats de l'estudi afirmen que el consum de sericina abans o durant l'exposició als gens tumorals, redueix la probabilitat de patir càncer de colon. El fet d'ingerir aquesta proteïna abans o durant l'administració de gens cancerígens no és significatiu.
A més, s'ha comprovat que les rates tractades amb gens tumorals i que van ingerir dieta rica en sericina, van augmentar lleugerament el consum d'aliment. Es creu que la tumorigènesi de còlon influeix i estimula les hormones intestinals que estimulen la gana.
L'estudi conclou, per tant, que la sericina pot actuar suprimint les etapes d'iniciació i promoció dels tumors del càncer de còlon, i disminueix el risc de patir-lo.